# 有本彦六

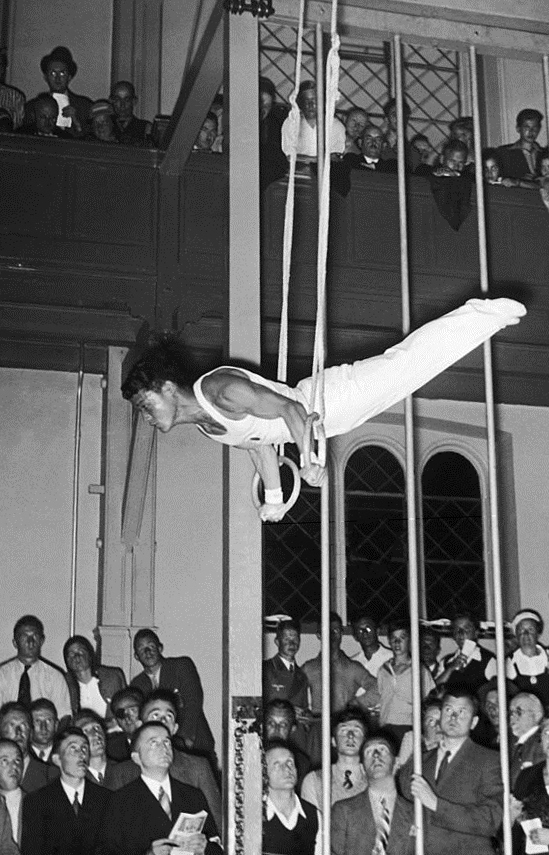
有本彦六

有本彦六（1915年10月11日—1945年5月）是日本竞技体操运动员。他出生於三重縣南牟婁郡木本町，毕业于日本体育会体操学校，他参加过1936年夏季奥林匹克运动会，与日本代表队一同获得第九名。他的自由体操最佳个人成绩为第35名。1945年5月，有本彦六在东海陣亡。